# Ранджелович, Предраг (македонский футболист)
Пре́драг Рандже́лович (макед. Предраг Ранѓеловиќ, серб. Предраг Ранђеловић/Predrag Ranđelović; род. 2 марта 1990, Ниш) — македонский футболист, полузащитник. Выступал за сборную Македонии.

## Карьера

### Клубная
В 13 лет попал в структуру белградского «Партизана», где провёл шесть лет, однако в официальных встречах участия не принимал. В 2008 был отдан в аренду в «Телеоптик», позже подписал с клубом полноценный контракт. Летом 2011 года перешёл в македонский «Вардар», через два года вернулся в Сербию в «Ягодину». В январе 2014 перешёл в белорусский ФК «Минск», по окончании сезона, в декабре, покинул клуб и в марте 2015 года подписал контракт с клубом третьего шведского дивизиона «Далкурд».

### В сборной
Ранджелович родился в Сербии, но его бабушка имеет македонские корни. После перехода в «Вардар» получил предложение играть за сборную Македонии. До этого выступал за юношеские и юниорские сборные Сербии.